# Baby's Request
Baby's Request è un brano musicale composto da Paul McCartney nel 1979 e pubblicato come ultima traccia sull'album dei Wings Back to the Egg nello stesso anno. Baby's Request è stata anche inclusa in un singolo come uno dei due Lati A, insieme con Getting Closer.
Scritta inizialmente per i Mills Brothers, McCartney racconta che 
(Sua dichiarazione)

## Musica
Il brano si distingue dagli altri dell'album per il caratteristico sound jazz anni trenta. Il chitarrista Laurence Juber comincia il brano con due frasi in stile sweep picking, catturando immediatamente l'attenzione dell'ascoltatore. I ritmi del brano sono molto pacati, tanto che le percussioni di Steve Holly si limitano solo a un timido charleston e poco più. La voce di McCartney è molto melliflua e adatta al genere interpretato.

## Videoclip
I Wings girarono un videoclip del brano, rappresentando una guarnigione di soldati a riposo nel deserto. Durante la tregua, tre soldati maschi (Denny Laine, Laurence Juber e Steve Holly) e uno femmina (Linda McCartney) si trovano su un palco improvvisato ed iniziano a suonare l'introduzione al pezzo. Dopo qualche secondo in automobile arriva McCartney, che svolge il ruolo di ufficiale-cantante.

## Formazione
- Paul McCartney: voce, contrabbasso, sintetizzatori
- Laurence Juber: chitarra solista
- Denny Laine: pianoforte
- Steve Holly: batteria